# Escalier (voie)

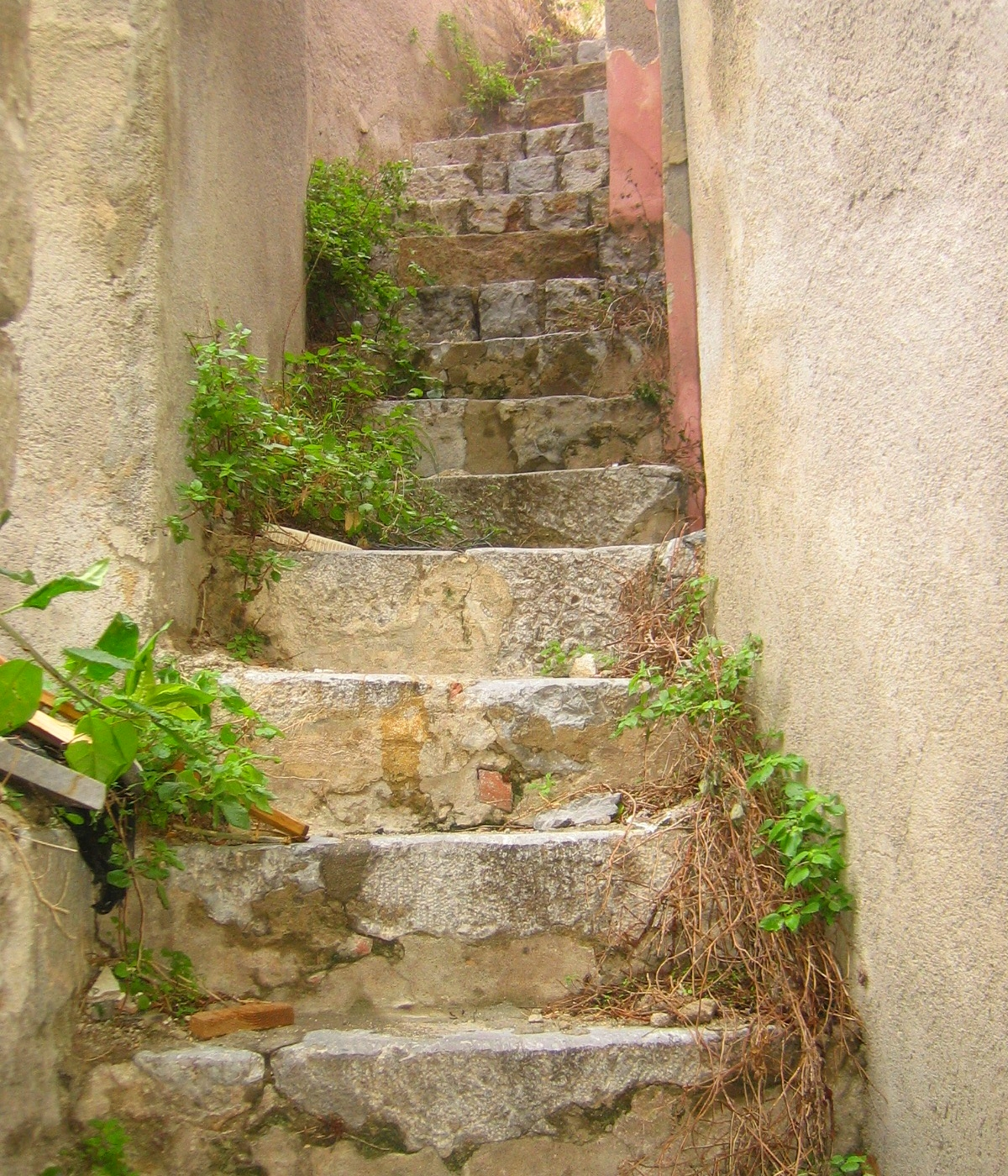
Escalier à Cefalù, en Italie.

Un escalier est une voie piétonne aménagée en escalier, permettant de relier deux voies situées à des altitudes différentes.

## Odonyme
Ce type de voie se rencontre dans quelques odonymes, dont en France :
- Escalier du 24e Bataillon de Chasseurs Alpins (24e BCA)[1], à Villefranche-sur-Mer dans le département français des Alpes-Maritimes, région Provence-Alpes-Côte d'Azur.